# Konstuniversitetet (Helsingfors)
Konstuniversitetet (finska: Taideyliopisto, engelska: University of the Arts Helsinki) är ett finländskt konstuniversitet, som bildades i början av 2013. Förutom vissa undantag är Konstuniversitetet Finlands enda utbildningsenhet på universitetsnivå inom de utbildningsområden som det erbjuder.
Konstuniversitetets lokaler finns främst i Helsingfors, men verksamhet bedrivs även i Kuopio (utbildning i kyrkomusik) och i Seinäjoki vid Seinäjoki universitetscentrum (utbildning i populär- och folkmusik).
Universitetet består av tre tidigare självständiga högskolor: 
- Bildkonstakademin
- Sibeliusakademin
- Teaterhögskolan

Universitetet har sammanlagt 1.785 studerande.
Syftet med sammanslagningen var att nationellt och internationellt stärka undervisningen och forskningen samt den konstnärliga verksamheten på universitetsnivå inom konstområdena. Målet är också att öka möjligheterna att medverka till en balanserad utveckling av samhället med konstens hjälp.
Konstuniversitetets rektor är Jari Perkiömäki. Styrelsens ordförande är Heikki Lehtonen.

## Historik
Konstuniversitetet bildades den 1 januari 2013 genom en sammanslagning av Sibeliusakademin, Bildkonstakademin och Teaterhögskolan.
Redan på 1980-talet bereddes det så kallade Böleprojektet, där det var meningen att på samma tomt inrymma Sibeliusakademin, Konstindustriella högskolan och Teaterhögskolan. Sammanslagningen av konsthögskolorna diskuterades under nästan hela första decenniet under 2000-talet.
År 2010 tillsatte undervisnings- och kulturministeriet en utredningsgrupp för ett gemensamt konstuniversitet i syfte att främja konstens och kulturens kvalitet, genomslagskraft och internationella konkurrenskraft. I november 2011 godkände Bildkonstakademins, Sibeliusakademin och Teaterhögskolans styrelser sammanslagningen.

### Akademiernas historia före Konstuniversitetet
- Bildkonstakademins tidigaste föregångare var Finska Konstföreningens ritskola, som inledde sin verksamhet 1848. De första av Finlands nationellt och internationellt betydelsefulla konstnärer, från Albert Edelfelt och Axel Gallén till Helene Schjerfbeck och Ellen Thesleff, studerade vid Finska Konstföreningens ritskola.

Från 1939 drevs akademin av Stiftelsen Finlands konstakademi under namnet Finlands konstakademis skola. Skolan förstatligades 1985, varvid namnet ändrades till Bildkonstakademin. Bildkonstakademin blev högskola 1993 och universitet 1998.
- Sibeliusakademin grundades på privat initiativ 1882 under namnet Helsingfors Musikinstitut. En av eleverna var Jean Sibelius, som senare skulle ge namn åt institutet. Institutets namn ändrades 1924 till Helsingfors konservatorium i och med att verksamheten utvidgades. År 1939 togs namnet Sibelius-Akademin i bruk. Den blev en statlig institution 1980 och universitet 1998.[3]

- Teaterhögskolan bildades som Finlands första teaterskola 1866 och bedrevs till 1868 i anslutning till Nya Teatern. Svenska Teaterskolan grundades 1908 i anslutning till Svenska Teatern. Finskspråkiga skådespelare utbildades 1904–1940 på elevskolan vid Finlands Nationalteater och på det privata institutet Suomen Näyttämöopisto. År 1943 inledde Finlands Teaterskola sin verksamhet. Teaterhögskolan grundades 1979 då den finskspråkiga och svenskspråkiga teaterskolan slogs samman till en statlig, tvåspråkig Teaterhögskola.[4]

## Utbildning
Konstuniversitetet erbjuder över 30 utbildningsprogram inom musik-, bildkonst- teater- och dansområdet. 
Vid Konstuniversitetet kan man avlägga kandidat-, magister- och doktorsexamen inom bildkonst, musik, teater och dans.

## Utbildningsområden

### Bildkonstakademin
Utbildningsprogrammet för konstgrafik
Utbildningsprogrammet för tid-rumkonst (rörlig bild, plats- och situationsbunden konst, fotografi)
Utbildningsprogrammet för skulptur
Utbildningsprogrammet för måleri
Praxis – magisterprogrammet i konst och utställningspraxis

### Sibeliusakademin
Arts Management
Folkmusik
Instrument- och sångstudier i klassisk musik, dragspel
Instrument- och sångstudier i klassisk musik, fortepiano
Instrument- och sångstudier i klassisk musik, gitarr
Instrument- och sångstudier i klassisk musik, kantele
Instrument- och sångstudier i klassisk musik, orgel
Instrument- och sångstudier i klassisk musik, orkesterinstrument
Instrument- och sångstudier i klassisk musik, piano
Instrument- och sångstudier i klassisk musik, pianokammarmusik och lied
Instrument- och sångstudier i klassisk musik, sång och repetitörer
Instrument- och sångstudier i klassisk musik, tidig musik
Jazz
Komposition och musikteori
Kyrkomusik
Musikpedagogik
Musikteknologi
Nordic Master in Folk Music
Nordic Master in Jazz
Orkester- och körledning
Populär- och folkmusik (forskning)

### Teaterhögskolan (dans, teater)
Magisterprogrammet i danspedagogik
Magisterprogrammet i konstnärlig framställning i dans
Magisterprogrammet i koreografi
Magisterprogrammet i teaterpedagogik
Master's Degree Programme in Live Art and Performance Studies (LAPS)
Utbildningsprogrammet i dans
Utbildningsprogrammet i dramaturgi
Utbildningsprogrammet i ljud
Utbildningsprogrammet i ljusdesign
Utbildningsprogrammet i regi
Utbildningsprogrammet i skådespelarkonst (på finska)
Utbildningsprogrammet i skådespelarkonst (på svenska)

## Kända lärare

### Bildkonstakademin
- Leevi Haapala (professor i konst och presentation 2014-2015)
- Tarja Pitkänen-Walter (professor i måleri 2013-)
- Villu Jaanisoo (professor i skulptur 2009-)
- Jan Kaila (professor i konstnärlig forskning 2004-2015)
- Silja Rantanen (professor i måleri 2009-2013)
- Jyrki Siukonen (professor i skulptur 2004-2008)
- Tuulikki Pietilä (lärare i konstgrafik, Finlands konstakademi 1956-1960, nuvarande Bildkonstakademin)
- Helene Schjerfbeck (lärare för modellklassen och målningateljén vid Konstföreningens ritskola 1892-1902)

### Sibeliusakademin
- Atso Almila (professor i dirigent- och orkesterutbildning 2013-)
- Andrew Bentley (konstnärlig professor i musikteknologi 2015-2023)
- Tuomas Haapanen (professor i violinspel, rektor 1987-1990)
- Tuija Hakkila-Helasvuo (lektor i pianospel 1987-2004, professor 2014-)
- Paavo Heininen (professor i komposition)
- Matti Hyökki (lektor och professor i körledning 1982-2014)
- Markus Lehtinen (professor i operautbildning 2004-)
- Hannu Lintu (gästprofessor, dirigent- och orkesterutbildning 2014-)
- Erkki Melartin (direktör för Helsingfors musikinstitut 1911-1936, nuvarande Sibelius-Akademin)
- Veijo Murtomäki (professor i musikhistoria 1991-)
- Jorma Panula (professor i orkesterledning 1973–1993)
- Soili Perkiö (lektor i musikpedagogik 1995-)
- Pasi Pirinen (professor i mässingsmusik 2015-)
- Olli Porthan (professor i orgelmusik 1988-)
- Veli-Matti Puumala (professor i komposition 2005-)
- Aija Puurtinen (lektor i pop-jazz-sång 2010-)
- Einojuhani Rautavaara (professor i komposition 1976-1990)
- Kaija Saarikettu (professor i violinmusik1985-)
- Leif Segerstam (professor i orkesterledning 1997-2013)
- Inkeri Simola-Isaksson (lektor i musikgymnastik 1977-1993)
- Nils Schweckendiek (professor i körledning 2014-)
- Réka Szilvay (professor i violinmusik 2006-)
- Petteri Salomaa (professor i vokalmusik 2003-)
- Erik T. Tawaststjerna (professor i pianomusik 1986-)
- Jukkis Uotila (professor i jazzmusik 1994-)
- Martti Rousi (professor i cellomusik1998
- Marko Ylönen (lektor i cello- och kammarmusik 2000-2009, professor i kammarmusik 2009-2014)

### Teaterhögskolan
- Hannu-Pekka Björkman (professor i skådespelarkonst 2013-2018)
- Kari Heiskanen (professor i skådespelarkonst 1.1.1992–31.12.1996)
- Dick Idman (professor i skådespelarkonst 1.1.1995–30.4.2001 och 1.1.2011–31.12.2015)
- Esa Kirkkopelto (professor i konstnärlig forskning 2007-)
- Tommi Kitti (professor i danskonst 1.8.1990–31.7.1991)
- Elina Knihtilä (professor i skådespelarkonst 2013-2018)
- Kaisa Korhonen (professor i regi 1.8.1995–31.7.2000)
- Marjo Kuusela (professor i danskonst 1.1.1995–31.12.2008)
- Kenneth Kvarnström (professor i danskonst 19.8.1993–31.5.1994)
- Raila Leppäkoski (professor i skådespelarkonst 1.1.1989–30.6.1995)
- Mika Myllyaho (professor i regi 1.8.2005–31.12.2005)
- Katariina Numminen (professor i dramaturgi2013–2019)
- Kirsi Monni (professor i danskonst 1.1.2009–31.12.2018)
- Kati Outinen (professor i skådespelarkonst 2002–2013)
- Arja Raatikainen (professor i danskonst 15.8.1997–31.7.1998)
- Maarit Ruikka (professor i regi 1.8.2005–31.12.2015)
- Laura Ruohonen (professor i dramaturgi1.6.2008–31.5.2013)
- Pirkko Saisio (professor i dramaturgi1.1.1997–30.6.2002)
- Asko Sarkola (professor i skådespelarkonst 1.1.1983–31.7.1985)
- Lauri Sipari (professor i dramaturgi1.8.1991–31.12.1996)
- Ervi Sirén (professor i danskonst 1.8.1998–28.2.2007)
- Erik Söderblom (professor i skådespelarkonst 1.1.2001–31.10.2009)
- Ari Tenhula (professor i danskonst 1.8.2007–31.7.2018)
- Jouko Turkka (professor i skådespelarkonst 1983–1985)
- Ritva Valkama (professor i skådespelarkonst 1.8.1985–31.8.1988)
- Vesa Vierikko (professor i skådespelarkonst 2002–2012)
- Kari Väänänen (professor i skådespelarkonst 1.11.1992–28.2.1998)

## Studentkåren
Studentkåren grundades 2013, när Bildkonstakademins, Sibeliusakademins och Teaterhögskolans studentkårer gick samman. Konstuniversitetets studentkår är den enda studentkåren i Finland som enbart består av konststuderande.
Förutom intressebevakning är Konstuniversitetets studentkårs uppgift att underhålla Rummet för fri konst (Vapaan taiteen tila), där Konstuniversitetets studerande kan arrangera  utställningar, föreställningar och evenemang. Lokalen ligger i Helsingfors i skyddsrummet i Katri Valas park.

## Organisation

### Rektorer
- Tiina Rosenberg 2013 –juni 2015
- Paula Tuovinen juni 2015– november 2015
- Jari Perkiömäki december 2015–[5]

### Styrelsen 2018-2021
- Forskaren i ekonomikultur Paavo Järvensivu
- Företagsledaren Heikki Lehtonen (ordförande)
- Professorn Marja Makaron
- Kulturtjänstchef för Helsingfors stad Stuba Nikola
- VT[förklaring behövs] Astrid Thors (vice ordförande)
- Professor Eeva Anttila
- Professor Petteri Salomaa
- Fastighetsspecialist Kari Karlsson
- Specialplanerare Hannu Tolvanen
- Lukas Korpelainen, studentrepresentamt
- Sofia Raittinen, studentrepresentant